# Cooperativa Migros Ticino
Die Cooperativa Migros Ticino (vollständiger Name: Società cooperativa fra produttori e consumatori Migros – Ticino, deutsch Genossenschaft Migros Tessin) ist eine von zehn Genossenschaften der Migros. Sie hat ihren Sitz in Sant’Antonino und ist ein rechtlich eigenständiges Unternehmen innerhalb des Migros-Genossenschafts-Bundes (MGB). Gemessen am Umsatz ist die 1933 gegründete Migros Tessin die zweitkleinste aller Migros-Genossenschaften.

## Organisation und Kennzahlen
Das Einzugsgebiet der Cooperativa Migros Ticino umfasst den Kanton Tessin und die Region Moesa im Kanton Graubünden. Am Genossenschaftskapital des MGB hält sie einen Anteil von 3,8 %. Im Jahr 2018 zählte die Migros Tessin 104’160 (+1,88 %) Genossenschafter, die durch einen alle vier Jahre neu gewählten Genossenschaftsrat mit 48 Mitgliedern vertreten werden. Sieben der Ratsmitglieder sind gleichzeitig Delegierte an die Delegiertenversammlung des MGB. 2021 erwirtschafteten 1’450 (–1,58 %) Mitarbeiter einen Umsatz von 509 (+1,1 %) Millionen Franken. Der Hauptsitz der Genossenschaft ist das Verteilzentrum in Sant’Antonino bei Bellinzona.
Um die Effektivität des Supermarktgeschäfts zu steigern nahm am 1. Januar 2024 die zentral gesteuerte Migros Supermarkt AG als Tochterunternehmen des MGB den Betrieb auf. Im Oktober 2024 gab der MGB bekannt, dass Logistik-Dienstleistungen der Migros Tessin schrittweise bis 2030 bei der Genossenschaft Migros Luzern im Verteilzentrum in Dierikon zentralisiert werden, wobei das Lager in Sant’Antonino für die Feinverteilung per LKW erhalten bleibt. Durch diese Massnahme könnten bei der Migros Tessin etwa 40 Arbeitsplätze abgebaut werden.

## Geschäftstätigkeit
Zur Cooperativa Migros Ticino gehören:
- 32 Supermärkte und Einkaufszentren
- 4 Outlet-Center
- 10 Gastronomiebetriebe (4 Migros-Restaurant, 6 Take-away)
- 5 Fitnesscenter
- 4 Migros-Klubschulen
- 11 Enoteca Vinarte (Wein- und Spirituosenkette; auch in der Deutschschweiz vertreten)[7]
- 3 VOI Migros Partner (Franchising)[8]

Die Migros-Klubschulen wurden Anfang 2022 von Miduca übernommen. Im September 2022 wurde der erste Voi-Partnerladen eröffnet.

## Geschichte
Die Tessiner Genossenschaft besitzt eine historische Sonderstellung, denn sie ist acht Jahre älter als der Migros-Genossenschafts-Bund (MGB). Gottlieb Duttweiler spielte 1933 erstmals mit dem Gedanken, die von ihm gegründete Migros in eine Genossenschaft umzuwandeln. Dieses Ziel wollte er zunächst im kleinen Rahmen im Kanton Tessin verwirklichen. Unmittelbar nach der Ankündigung bildeten die Lebensmittelhändler ein Aktionskomitee zur Abwehr der unerwünschten Konkurrenz und ersuchten die Handelskammer, die bestehenden Gesetze streng anzuwenden. Am 9. August 1933 erfolgte die Gründung der Migros società cooperativa fra produttori e consumatori («Migros-Genossenschaft zwischen Produzenten und Konsumenten»), die mit drei Läden und einem Verkaufswagen ihre Tätigkeit aufnahm (die Filiale in Lugano fiel wenig später der Rückwirkungsklausel des Filialverbots zum Opfer). Sie verpflichtete sich, Ernten und Produkte der Landwirte zu fairen Preisen abzunehmen und gleichzeitig die Lebensmittelpreise für Haushalte und die kriselnde Hotellerie zu senken.
Im September 1933 gründeten die Migros-Gegner die Associazione commercianti del ramo alimentare (ASCA). Staatsrat Angiolo Martignoni lehnte eine von der ASCA geforderte Verschärfung des Hausierergesetzes ab, worauf der Grosse Rat Ende Oktober 1934 ein neues Gesetz beschloss. Gemäss der Ausführungsverordnung von Juni 1935 sollte die Migros für einen Verkaufswagen eine jährliche Gebühr von 11'000 Franken entrichten. Die Kantonsregierung zögerte die Inkraftsetzung der Verordnung hinaus, da sie zuerst den Nutzen der Migros für die Tessiner Landwirtschaft abklären wollte, stiess damit aber bei der ASCA auf heftigen Widerstand. Daraufhin legte die Migros ihren in Locarno stationierten Verkaufswagen vorübergehend still und reichte beim Bundesgericht Beschwerde ein. Sie erhielt im September 1936 Recht, worauf die Kantonsregierung die Jahresgebühr auf moderate 1900 Franken je Wagen festlegte. Damit war der Widerstand der ASCA gebrochen.

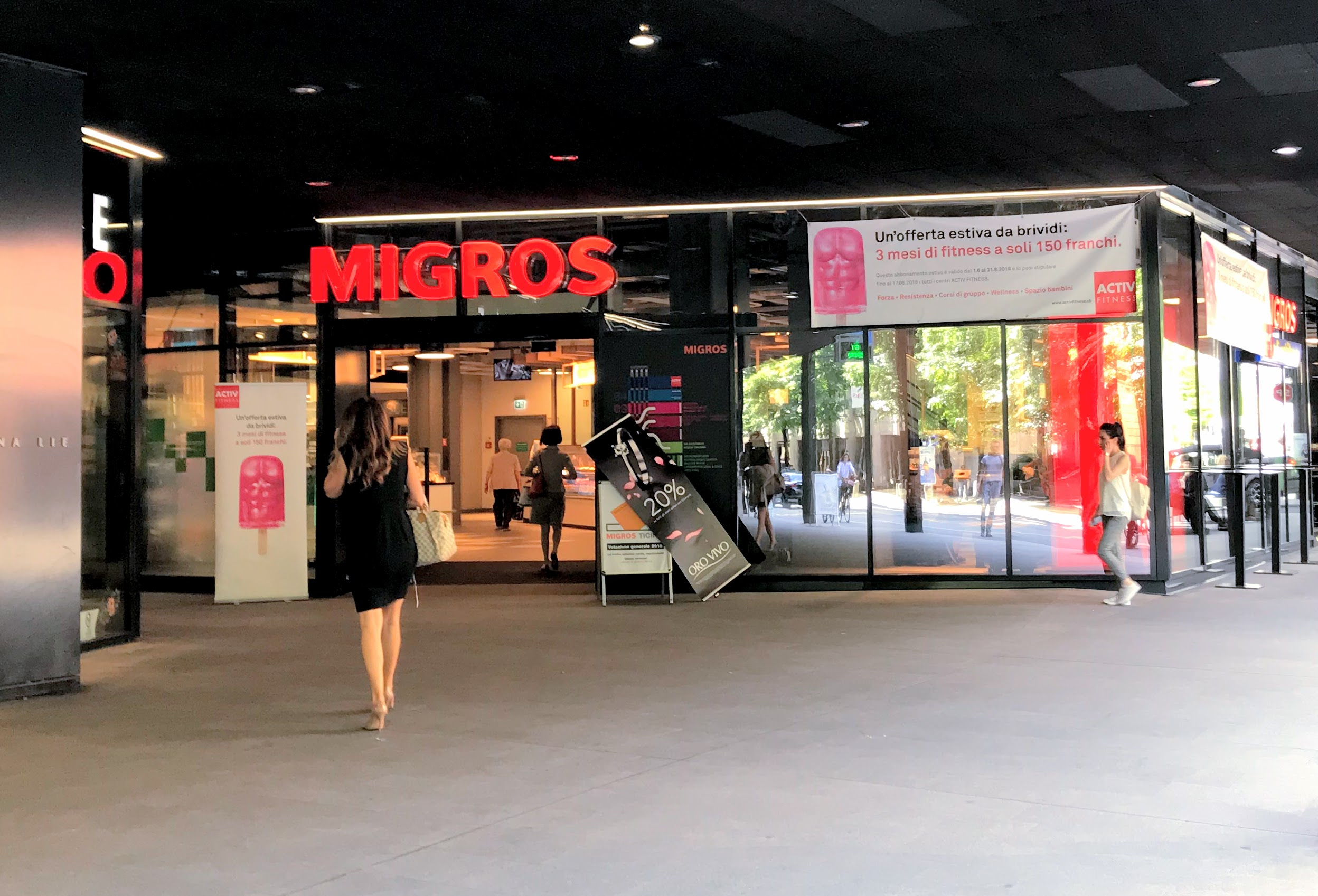
MMM-Filiale in Lugano

Die Migros setzte Programme zur Förderung der Landwirtschaft um, indem sie beispielsweise den Tomatenpflanzern im Mendrisiotto Setzlinge zum Einstandspreis zur Verfügung stellte oder in der übrigen Schweiz Absatzmärkte für Frühkartoffeln erschloss. Auch Spargeln, Gemüse, Trauben und Kastanien kaufte sie in zunehmendem Masse ab. 1938 gründete sie die Cooperative Lavoro Ticinese und unterstützte damit die Wollspinnerinnen im Malcantone. Auch hier lieferte sie das Rohmaterial und kaufte die fertigen Erzeugnisse. 1941 trat die Tessiner Genossenschaft dem MGB bei. Im Gegensatz zu anderen Kantonen setzte sich die Selbstbedienung im Tessin nur zögerlich durch. Noch 1976 unterhielt die Genossenschaft einen Verkaufswagen mit Bedienung durch den Fahrer, der letzte Bedienungsladen in Biasca hielt sich bis 1978. Zwar erreichte die Cooperativa Migros Ticino im Jahr 2001 die Marke von einer halben Milliarde Franken Umsatz jährlich, doch seither ist der Umsatz stets stagnierend oder gar leicht rückläufig. Hauptgrund dafür ist der zunehmende Einkaufstourismus nach Italien.
Ende November 2021 entschieden die Delegierten der Migros Tessin, die Genossenschaftsmitglieder darüber abstimmen zu lassen, ob künftig alkoholische Getränke verkauft werden sollen. Die Urabstimmung fand im Juni und Juli 2022 statt. Dabei lehnten die Mitglieder den Alkoholverkauf mit 55,3 % der Stimmen ab, was dem höchsten Zustimmungswert aller zehn Genossenschaften entsprach. Trotzdem betreibt die Mitico Ticino SA mit der Enoteca Vinarte eine Wein- und Spirituosenkette, die auch in der Deutschweit aktiv ist.
2024 und 2025 wurden die über 10 Fachmärkte (5 Do it+Garden, 1 Micasa, 1 Obi, 3 SportX und Melectronics-Fachmärkte) geschlossen oder verkauft.

## Leitung (Auswahl)
- Charles Henri Hochstrasser, Verwaltungspräsident 1942–1958[20]